# Cinestar

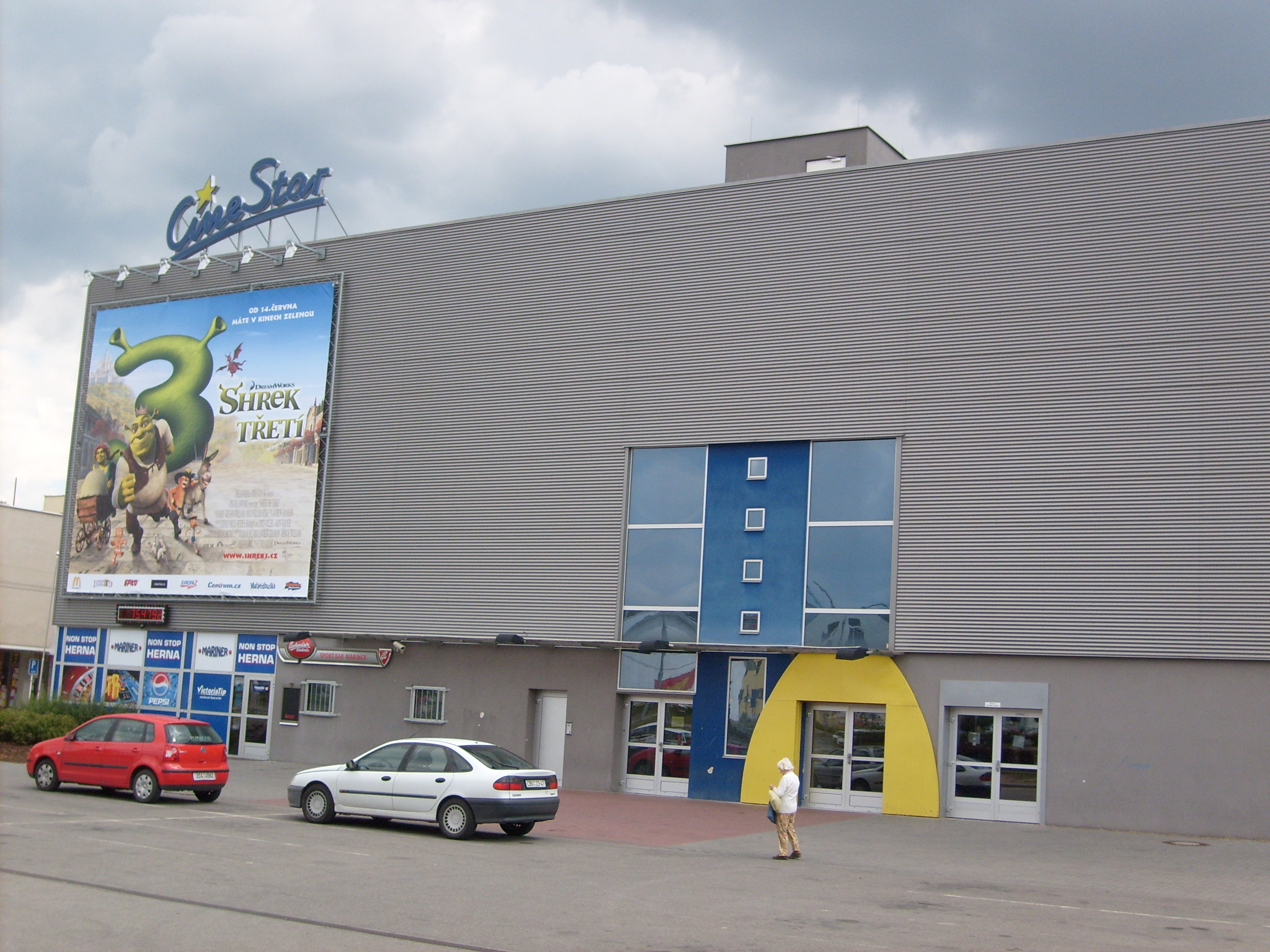
Cinestar v Českých Budějovicích

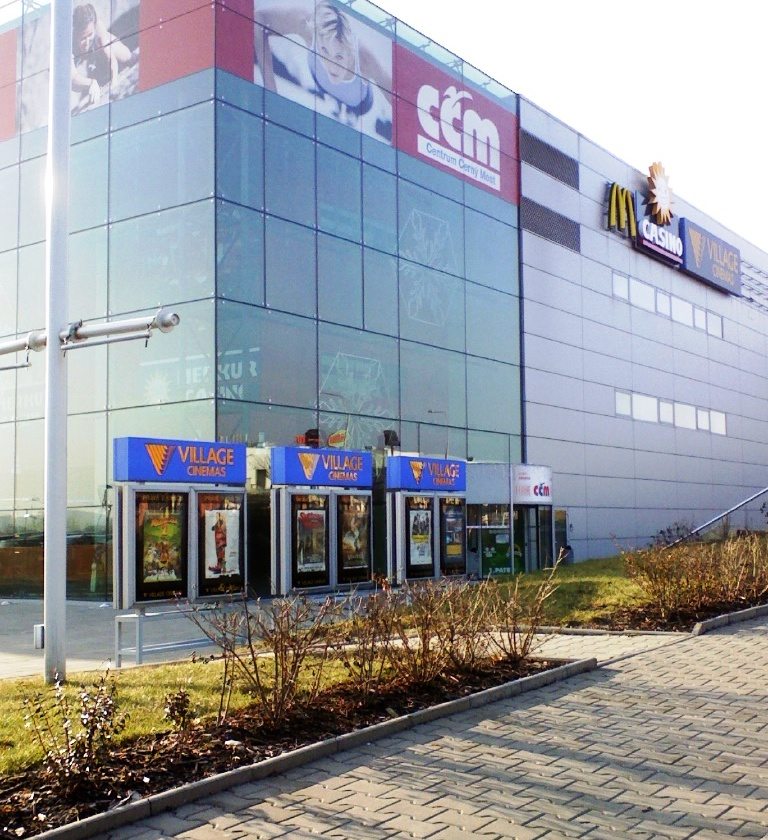
Cinestar v Praze na Černém Mostě, bývalé Village Cinemas

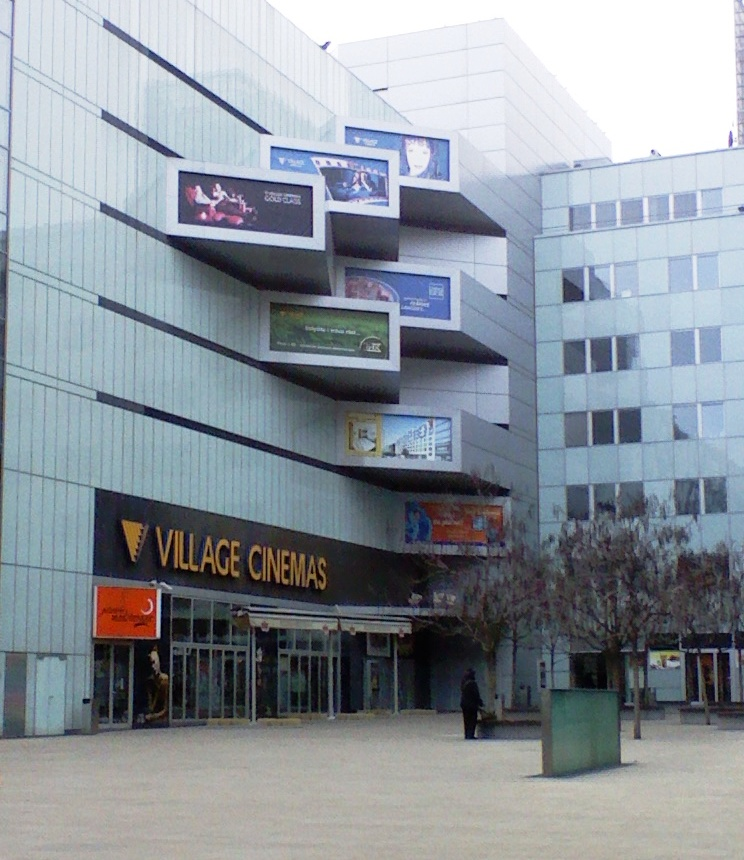
Cinestar v Praze blízko metra Anděl, bývalé Village Cinemas

Cinestar je druhá nejrozšířenější síť multikin v Česku. Na českém trhu působí již od roku 2001 a soustředila se na výstavbu multikin v českých a moravských regionech, aktuálně má 13 provozoven.
Cinestar je součástí společnosti Filmteam, kam zároveň patří Falcon, filmová distribuce a reklamní agentura Cinexpress a také provozuje síť reklamních panelů Super Vision i v multikinech ostatních provozovatelů v ČR.
V listopadu 2009 koupila firma 2 multikina společnosti Village Cinemas Czech Republic a vstoupila tak i na pražský trh multikin, kde dosud chyběla.

## Provozovny v ČR
| 2001                    | 2002                           | 2005    | 2006  | 2007      | 2008                             | 2009                              | 2012  | 2017                           |
| Hradec Králové, Ostrava | České Budějovice (Čtyři Dvory) | Olomouc | Plzeň | Pardubice | Mladá Boleslav, Jihlava, Liberec | Praha (Anděl), Praha (Černý Most) | Opava | České Budějovice (IGY Centrum) |

| Název multikina           | Poloha                              | Adresa                                                                      | Kapacita                 |
| ------------------------- | ----------------------------------- | --------------------------------------------------------------------------- | ------------------------ |
| CineStar Praha Anděl      | Village Cinemas (samostatná budova) | Radlická 3179/1E Praha 5, Smíchov 150 00 Praha 5                            | 2242 sedadel, 14 sálů    |
| CineStar Praha Černý Most | Centrum Černý Most                  | Chlumecká 765/6 Praha 14, Černý Most 198 00 Praha 98                        |                          |
| CineStar České Budějovice | obchodní centrum Čtyři Dvory        | M. Horákové 1498 České Budějovice 2 370 05 České Budějovice 5               | 1400 sedadel v 8 sálech  |
| CineStar České Budějovice | IGY Centrum                         | Pražská tř. 1247/24 České Budějovice 3 370 04 České Budějovice 4            |                          |
| CineStar Hradec Králové   | obchodním centrum Futurum           | Brněnská 1825/23A Nový Hradec Králové 500 09 Hradec Králové 9               | 1581 sedadel v 8 sálech  |
| CineStar Jihlava          | obchodní centrum City Park Jihlava  | Hradební 5440/1 Jihlava 586 01 Jihlava 1                                    | 509 sedadel ve 4 sálech  |
| CineStar Liberec          | obchodní centrum Nisa Liberec       | České mládeže č.p.456 Liberec XXIII, Doubí 463 12 Liberec 25                | 1249 sedadel v 8 sálech  |
| CineStar Mladá Boleslav   | obchodní centrum Bondy              | tř. Václava Klementa č.p.1459 Mladá Boleslav II 293 01 Mladá Boleslav 1     | 559 sedadel ve 4 sálech  |
| CineStar Olomouc          | obchodní centrum Olomouc City       | Pražská 255/41 Řepčín 779 00 Olomouc 9                                      | 985 sedadel v 7 sálech   |
| CineStar Ostrava          | obchodní centrum Futurum            | Novinářská 3178/6 Moravská Ostrava 702 00 Ostrava 2                         | 2 008 sedadel v 8 sálech |
| CineStar Pardubice        | obchodní centrum Grand              | náměstí Republiky č.p.1400 Pardubice I, Zelené Předměstí 530 02 Pardubice 2 | 771 sedadel v 6 sálech   |
| CineStar Plzeň            | obchodní centrum Olympia            | Písecká 972/1 Plzeň 8 - Černice 326 00 Plzeň 26                             | 1514 sedadel v 8 sálech  |
| CineStar Opava            | obchodní centrum Breda & Weinstein  | U Fortny 49/10 Opava - Město 746 01 Opava 1                                 | 660 sedadel v 6 sálech   |